# 파투하산
파투하산(인도네시아어: Gunung Patuha)은 인도네시아 자와섬에 위치한 쌍둥이 성층 화산으로, 활화산이다. 분화구는 화산호로 되어있으며, 이곳에서 나오는 화산가스 때문에 관광객 몇 명이 질식하기도 했다. 분화 기록은 잘 알려져 있지 않다.